# Hofanlage Bachenbrucher Straße 16
Die Hofanlage Bachenbrucher Straße 16 an einem Stichweg in der niedersächsischen Gemeinde Stinstedt, Samtgemeinde Börde Lamstedt, im Landkreis Cuxhaven stammt aus dem 19. Jahrhundert. Aktuell (2024) wird sie wohl auch landwirtschaftlich genutzt.
Die Gebäude stehen unter Denkmalschutz (siehe auch Liste der Baudenkmale in Stinstedt).

## Geschichte und Beschreibung
Um 1780 erfolgte die erste Ansiedlung von 19 vorgesehenen Hofstellen im Moor westlich von Stinstedt.
Diese 1780 erschlossene Hofanlage besteht aus
- dem eingeschossigen giebelständigen sanierten Wohn- und Wirtschaftsgebäude von 1813 (Inschrift) als Zweiständer-Hallenhaus in Rasterfachwerk mit Steinausfachungen und Satteldach mit Uhlenloch; der Wirtschaftsgiebel mit der korbbogenförmigen Grooten Door wurde im oberen Giebeldreieck regionaltypisch senkrecht verbrettert, die Wände des Wohnteils wurden 1868 in Backstein erneuert,[2] und
- der eingeschossigen giebelständigen ruinösen Scheune vom ersten Drittel des 19. Jahrhunderts in verbrettertem Fachwerk, mit Satteldach und Querdurchfahrt.[3]

Das Landesdenkmalamt befand u. a.: „… typische kleine Hofanlage für Torfabbauern …“